# Dystrykt Bushenyi
Dystrykt Bushenyi – dystrykt w południowo–zachodniej Ugandzie, którego siedzibą administracyjną jest miasto Bushenyi. W 2014 roku, liczył 234,4 tys. mieszkańców. Największym miastem w dystrykcie jest Ishaka.
Dystrykt Bushenyi graniczy z następującymi dystryktami: na północnym–zachodzie z Rubirizi, na północnym–wschodzie z Buhweju, na wschodzie z Sheema, na południu z Mitooma i na zachodzie z Rukungiri.